# Троянски проход
Троянският проход (познат също като Беклемето) е планински проход (седловина) в централната част на Троянска планина (част от Средна Стара планина).
Обхваща територия, която попада в 2 административни области в централната част на страната – Ловеч (Община Троян) и Пловдив (Община Карлово).

## География
Дължината на прохода е 40,8 km, надморската височина на седловината Беклемето е 1525,5 m. Троянският проход е най-високият проход в Стара планина.
Проходът свързва долината на река Бели Осъм на север с Карловската котловина при село Кърнаре на юг. Трасето започва на 523 m н.в. в село Балканец, изкачва се на юг по северния склон на Троянска планина през гъсти букови гори и след 18,1 км достига седловината Беклемето на 1525,5 m н.в. От там пътят започва дълго и продължително спускане, с множество завои по южния, скалист и стръмен склон на планината и след 22,7 km слиза в северозападната част на Карловската котловина, при село Кърнаре, на 562 m н.в.
През прохода от север на юг преминава последния участък от 40,8 km на второкласния Републикански път II-35 (от km 85.5 до km 126.3), Плевен – Ловеч – Троян – Кърнаре. Поради високата надморска височина и обилните снеговалежи и снегонавявания в района през зимния сезон проходът не се поддържа и се затваря за движение на МПС.

## История
През VI в. проходът през Балкана при Троян се именувал „Пътека на Траян“ (на гръцки: τρίβος Τραιανοῦ) На места в участъка до днес са запазени останки от античния римски път Via Traiana. Тук по времето на римския император Траян започва строителството на пътната връзка с крепости около нея. Северно от прохода се е намирала крайпътната спирка Ад Радицес, южно – Суб Радицес. В участъка на Троянския проход също се е намирала билната крайпътна спирка Монтемно (Монте Аемо), чийто основи са запазени. Събирайки в себе си няколко селищни пътеки, пътят е преминавал през 9 тракийски селища и укрепления в земите на Троянска община, на курорта Троянски проход, връх Вълча крепост на югоизток и е слизал в участъка на село Христо Даново. Трасето е част от пътя Ескус – Филипопол, който е бил сред най-преките връзки от Дунавския лимес до провинция Тракия. Той е свързвал Крайдунавския със Средния път, пресичайки Хемус през днешния Троянски проход.

## Паметник
Близо до Троянския проход е разположен паметникът Арка на свободата на връх Горалтепе (1595 m), намиращ се на 15 минути ход източно от най-високата точка на прохода. До нея се стига по тесен и асфалтиран път, от южната страна на билото, като се минава през местността Костов полугар.
Паметникът е посветен на руските освободители и съветските войски – на Преминаването на Троянския отряд през Стара планина и боевете в началото на януари 1878 г. по време на Руско-турската освободителна война, както и на Червената армия, влязла в България през септември 1944 г. Тя е масивна структура от бетон с височината от 35 метра. На арката чрез барелефи са изобразени български хайдути и партизани, както и руски и съветски войници. Те са посрещани символично с хляб и сол от жени в български народни носии, съответно през 1878 и 1944 г., които се виждат ясно от северната страна на арката.
Паметникът е върху площадка, от която на север се виждат долините на Бели Осъм и Троян, а на юг се разкрива гледка към Средна гора, Родопите и Рила, а на изток и запад се виждат най-известните върхове на Стара планина, включително най-високият връх Ботев. Авторският колетив включва арх. Георги Стоилов и скулпторът Величко Минеков.

## Туризъм
През Беклемето от запад на изток минава туристическия маршрут Ком – Емине, част от европейския туристически маршрут E3. Маркиран е с червена лентова маркировка. Хижа Козя стена се намира на 2:15 часа преход западно от прохода. На изток следват заслон Орлово гнездо – 1:15 часа преход от Беклемето и х. Дерменка на 2:30 часа от прохода.
Преди седловината Беклемето, на северния склон на планината, се намира курортното селище „Беклемето“. Състои се от хотели с 3 – 4 звезди, както и почивни станции на троянски заводи. Курортът разполага с 2 км писти за алпийски ски, както и отлична писта за ски-бягане и биатлон в България.

## Други
На Троянския проход е наречена улица в квартал „Лагера“ в София (Карта).